# Narinska oblast
Narinska oblast (kirgiski: Нарын областы) je jedna od sedam oblasti u Kirgistanu. Središte oblasti je grad Narin.

## Zemljopis
Narinska oblast nalazi se u središnjem Kirgistanu na granici s Kinom. Susjedne oblasti su Čujska na sjeveru, Isjakulska na istoku, Žalalabatska na zapadu i Oška na jugozapadu. Oblast je podjeljena na pet okruga. S površinom od 45.200 km² najveća je kirgiška oblast u njoj se nalazi jezero Issyk-Kul najveće u državi.

## Stanovništvo
Prema popisu stanovništva iz 2009. godine regija je imala 245.266 stanovnika,  dok je prosječna gustoća naseljenosti 6 stan./km2. Prema etničkoj pripadnosti većina stanovništva su Kirgizi koji čine 99,2% stanovništva.